# Partido Conservador (Bolivia)
El Partido Conservador fue la denominación que tomó la fusión entre el Partido Constitucional de Aniceto Arce, el Partido Conservador de Mariano Baptista y el Partido Demócrata de Gregorio Pacheco. Fue, junto al Partido Liberal, uno de los partidos políticos de Bolivia más importante de los últimos veinte años del siglo xix. Se caracterizaba por sus políticas antiliberales, antipositivistas y católicas. Durante la primera década conservadora, debido a que Arce fue el precursor de la unión, el partido era conocido como Partido Constitucional, aunque también se lo llamaba Partido Constitucional-Conservador o simplemente como Conservador, este último se oficializó en el gobierno de Mariano Baptista.

## Historia
Después de que Bolivia retirara a su ejército de la guerra del Pacífico con Chile, este partido tomó el poder en Bolivia el año 1880. 
Desde 1880 hasta 1899 (durante 19 años), los presidentes de Bolivia Narciso Campero Leyes (1880-1884), Gregorio Pacheco Leyes (1884-1888), Aniceto Arce Ruiz (1888-1892), Mariano Baptista Caserta (1892-1896) y Severo Fernández Alonso (1896-1899) fueron miembros del Partido Conservador, con el apoyo de la oligarquía minera de la plata, hasta que el Partido Liberal liderado por José Manuel Pando tomó el poder, dando un golpe de Estado al partido conservador y derrocándolo en 1899 en la guerra civil boliviana.
Los comienzos del partido se inician con la alianza que se dio para las elecciones generales de 1884 entre Gregorio Pacheco, jefe del Partido Demócrata y Aniceto Arce Ruiz jefe del Partido Constitucional. Esta alianza se dio debido a la mediación de Mariano Baptista Caserta entre ambos jefes, cuando ambos partidos empataron técnicamente en las elecciones.    
El último presidente perteneciente al partido conservador fue Severo Fernández Alonso, quien se desempeñó como presidente desde el 19 de agosto de 1896 hasta el su caída mediante golpe de Estado y guerra civil el 12 de abril de 1899.